# Gomolyfelhő

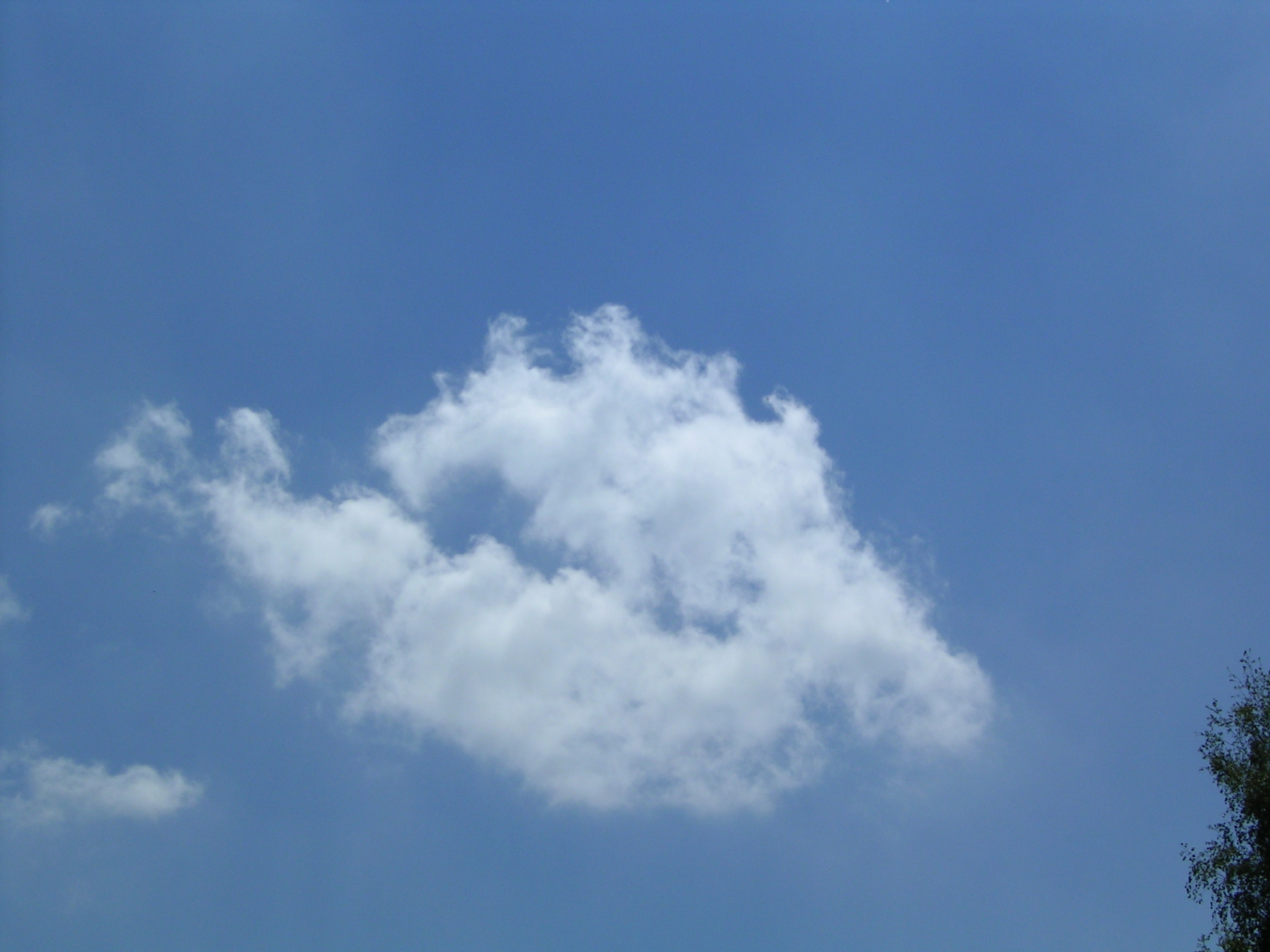
Cumulus humilis, lapos gomolyfelhő

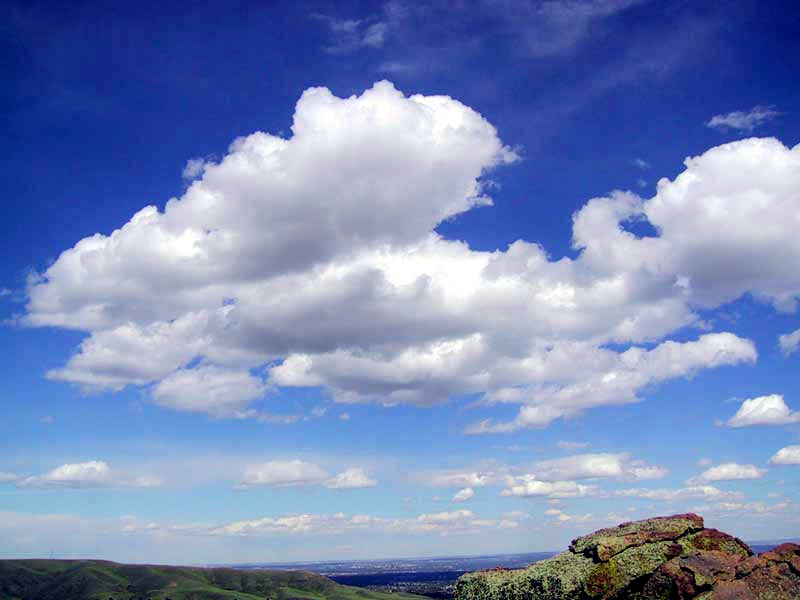
Cumulus mediocris

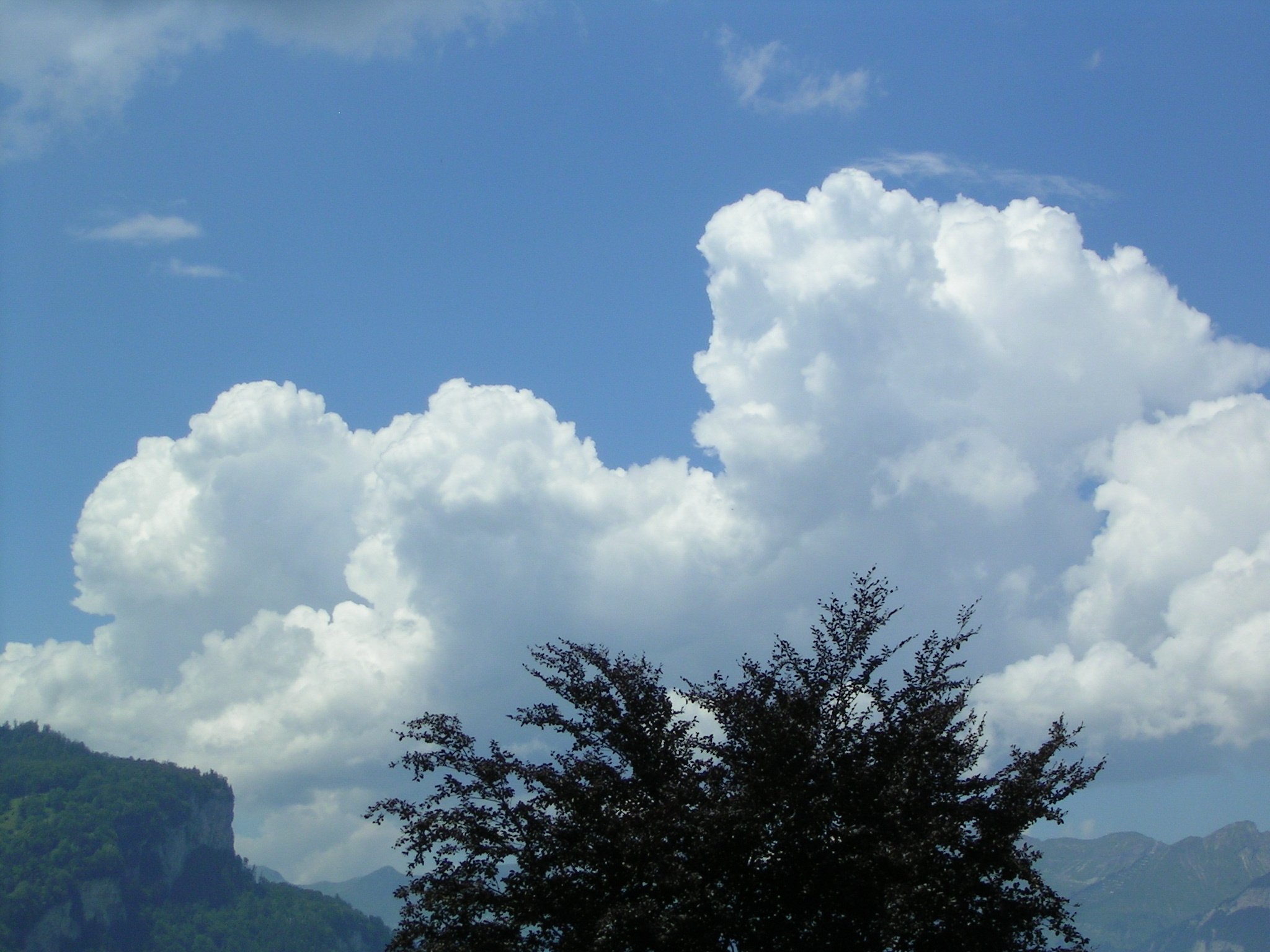
Cumulus congestus

A gomolyfelhő (latinul cumulus, magyarosan átírva is használják: kumulusz, nemzetközi jele: Cu)– a leggyakoribb felhőformák egyike. Az Antarktisz kivételével világszerte előfordul. Felfelé áramló légmozgás, konvekció hozza létre, 600-3000 méter közötti magasságban. Általában a nyári félévben alakul ki, instabil légkörben hamar feltornyosodik, ha eléri a tornyos gomolyfelhő fázist záport, hózáport, graupelt, nyáron esetleg jégesőt adhat. Továbbfejlődve eléri a zivatarfelhő (cumulonimbus) fázist, mikor heves záport, villámlást, jégesőt, szélrohamot hozhat.
A gomolyfelhő tartalmaz túlhűlt vizet, esőcseppeket, jégkristályokat, télen hókristályokat és hópelyheket. Teteje vakítóan fehér, míg alapja sötét és vízszintes.

## Változatai
- Cumulus humilis – gyenge feláramlások hozzák létre, az egyes gomolyfelhők laposabb formát öltenek, esőt nem hoznak.
- Cumulus mediocris – erősebb konvekció eredménye, a felhők szélessége és magassága közel azonos; már előfordulhatnak belőle záporok.
- Cumulus congestus – a gomolyfelhők képződésének következő fázisa. Egészen 4500-6000 méter magasságig felnyúlhat ez a légköri jelenség. Erős, hosszabban tartó záporokat – vagy hózáporokat – okozhat. A felhőkön belül erős a turbulencia, ami az utasszállító repülőgépeken is érzékelhető, de komoly biztonsági kockázatot nem jelent.